# Ludwig Hinterschweiger
Ludwig Hinterschweiger (* 16. März 1863 in Wels; † 20. März 1930 in Lichtenegg) war ein österreichischer Großindustrieller.

## Leben
Sein gleichnamiger Vater hatte als Schmelzaussieder 1865 die Burg Wels erworben.
Nach kaufmännischer und technischer Vorbildung, die er als Volontär in Frankreich, Belgien und Sachsen und als Hörer der Maschinenbauschule in Chemnitz erworben hatte, übernahm Hinterschweiger nach dem Tod seines Vaters 1894 die Maschinenfabrik und Eisengießerei in Lichtenegg bei Wels. Er weitete die Herstellung von Ziegeleimaschinen sowie Transport- und Verladeanlagen aus. Von 1917 bis 1925 arbeitete er ein Projekt zur Elektrifizierung oberösterreichischer Bahnen und zur Erschließung der Wasserkräfte von Alm und Traun aus, das von der Fa. Stern & Hafferl übernommen wurde. Im Ersten Weltkrieg erzeugte er vor allem Heeresfeldseilbahnen. Nach dem Krieg erzeugte er zusätzlich Maschinen und Formen für die Glasfabrikation. In seinem Todesjahr musste der Betrieb im Rahmen der Deflationskrise stillgelegt werden.
Er war Mitglied der großdeutschen Volkspartei und für sie politisch tätig. Hinterschweiger war 1898 auch Mitgründer des Hauptverbandes der Industrie in Österreich. Zwischen 1918 und 1922 war er Präsident des Industriellenverbandes. Danach war er Vizepräsident. Außerdem war er von 1926 bis 1930 Präsident der Handelskammer für Oberösterreich.
Prinz Ernst August von Hannover erwarb das Gelände, gründete die Flugzeug- und Metallbauwerke Wels GmbH (FMW), die im nächsten Krieg hauptsächlich Tankdeckel für die Messerschmitt Me 262 produzierte.